# Episema haemapasta
Episema haemapasta là một loài bướm đêm trong họ Noctuidae.